# 24748 Нернст
24748 Нернст (24748 Nernst) — астероїд головного поясу, відкритий 26 вересня 1992 року.
Тіссеранів параметр щодо Юпітера — 3,236.
Астероїд названий на честь німецького фізико-хіміка Вальтера Нернста.